# Odontophrynus carvalhoi
Odontophrynus carvalhoi là một loài ếch trong họ Leptodactylidae. Chúng là loài đặc hữu của Brasil.
Các môi trường sống tự nhiên của chúng là các khu rừng ẩm ướt đất thấp nhiệt đới hoặc cận nhiệt đới, xavan khô, xavan ẩm, vùng đất có cây bụi nhiệt đới hoặc cận nhiệt đới, sông có nước theo mùa, và đầm nước ngọt có nước theo mùa. Loài này đang bị đe dọa do mất môi trường sống.